# Centre australien pour l'égyptologie
Le centre australien pour l'égyptologie (ACE) est une organisation créée en 1989 par l'université Macquarie à Sydney en Australie, à la fois pour coordonner les efforts des fouilles australiennes en Égypte en collaboration avec le Conseil suprême des Antiquités égyptiennes, et de promouvoir l'égyptologie au sein du paysage culturel australien.
L'organisation poursuit actuellement des fouilles à Saqqarah, Gizeh, Helwan et Louxor.
Bien que centré sur l'université Macquarie, le centre australien pour l'égyptologie comprend les membres actifs d'un certain nombre d'autres universités australiennes.
Le centre australien pour l'égyptologie est dirigé par son fondateur, premier professeur de l'université Macquarie, l'égyptologue Naguib Kanawati.